# سمفونی شماره ۳ (برامس)

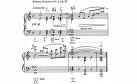
سمفونی شماره ۳

سمفونی شماره ۳ در فا ماژور اپوس. ۹۰ سومین سمفونی تصنیف شده از یوهانس برامس، آهنگساز آلمانی سبک رومانتیک است. برامس این اثر را در تابستان سال ۱۸۸۳ در ویسبادن تقریباً ۶ سال بعد از اینکه سمفونی دومش را کامل کرد، نوشت. درخلال مدتی که تعدادی از بزرگترین کارهایش را نوشت مانند: ویولن کنسرتو، دو اوورتور و پیانو کنسرتو دوم.
نخستین اجرای آن در دسامبر ۱۸۸۳ با ارکستر فیلارمونیک وین و به رهبری هانس ریختر، صورت‌گرفت.
یک اجرای متداول بین ۳۰ تا ۴۰ دقیقه به طول می‌انجامد.

## سازبندی
سمفونی برای دو فلوت، دو ابوا، دو کلارینت، یک کنتراباسون، چهار هورن، دو ترومپت، سه ترومبون، تیمپانی و سازهای زهی نوشته شده‌است.